# Gnidia setosa
Gnidia setosa är en tibastväxtart som beskrevs av Johan Emanuel Wikström. Gnidia setosa ingår i släktet Gnidia och familjen tibastväxter. Inga underarter finns listade i Catalogue of Life.